# Heike Kaster-Meurer
Heike Kaster-Meurer (* 19. Dezember 1964 in Rheinbach) ist eine deutsche Ärztin und war Oberbürgermeisterin von Bad Kreuznach von 2011 bis 2022.

## Werdegang
Kaster-Meurer studierte Humanmedizin an der Universität Bonn und schloss mit einer Promotion ab. Sie war an verschiedenen Kliniken tätig, unter anderem in den Fächern Chirurgie und Psychosomatik. Sie ist Mitglied im Kinderschutzbund, Malteser Hilfsdienst und von Interplast.
Bei der Oberbürgermeisterwahl in Bad Kreuznach übertraf sie im zweiten Wahlgang am 10. April 2011 mit 56,1 Prozent der gültigen Stimmen den bisherigen Amtsinhaber Andreas Ludwig. Im Amt bestätigt wurde sie bei der Oberbürgermeisterwahl am 25. Mai 2014, die infolge der Eingemeindung von Bad Münster am Stein-Ebernburg erforderlich geworden war, im ersten Wahlgang mit einem Stimmenanteil von 55,0 Prozent. Bei der Wahl am 13. März 2022 erzielte sie 23,7 Prozent der Stimmen und schied als Drittplatzierte im ersten Wahlgang aus.
In ihrer Amtszeit als Oberbürgermeisterin gehörte sie der SPD an, aus der sie im Jahr 2024 austrat.

## Privates
Sie ist verheiratet und hat vier Kinder.

## Schriften
- Quantitative Harnstoffanalyse in der bronchoalveolären Lavage, Dissertation. Bonn, Universität, 1993.